# Алтдорф код Нирнберга
Алтдорф код Нирнберга (њем. Altdorf bei Nürnberg) град је у њемачкој савезној држави Баварска. Једно је од 27 општинских средишта округа Нирнбергер Ланд. Према процјени из 2010. у граду је живјело 15.419 становника. Посједује регионалну шифру (AGS) 9574112.

## Географија
Алтдорф код Нирнберга се налази у савезној држави Баварска у округу Нирнбергер Ланд. Град се налази на надморској висини од 444 метра. Површина општине износи 48,6 km².

## Становништво
У самом граду је, према процјени из 2010. године, живјело 15.419 становника. Просјечна густина становништва износи 317 становника/km².

## Међународна сарадња
| Мјесто      | Држава     | Врста сарадње | Од    |
| ----------- | ---------- | ------------- | ----- |
| Дунахарасти | Мађарска   | партнерство   | 1993. |
|             | Швајцарска | пријатељство  | 1946. |
| Извор       |            |               |       |